# Edgar Schneider
Edgar Schneider (* 17. August 1949 in Pforzheim) ist ein ehemaliger Fußballspieler, der 1971 mit dem FC Bayern München den DFB-Pokal und in den Jahren 1972 und 1973 die deutsche Meisterschaft gewann. Der Mittelfeld- und Angriffsspieler hat beim FC Bayern München von 1970 bis 1973 in der Fußball-Bundesliga 66 Ligaspiele bestritten und sieben Tore erzielt.

## Karriere

### VfR Pforzheim
Als Zehnjähriger begann Edgar Schneider seine fußballerische Laufbahn in der D-Jugend des VfR Pforzheim, bei dem er sämtliche Jugendteams durchlief. Ab der C-Jugend spielte er auch in den diversen Jugendauswahlmannschaften des Nordbadischen Fußball-Verbandes. Der damalige Verbandstrainer Herbert Widmayer förderte das Talent und hatte entscheidenden Anteil an der kontinuierlichen Weiterentwicklung des Angriffsspielers. In der ersten Mannschaft des VfR Pforzheim in der 1. Amateurliga Nordbaden konnte Schneider neben den Amateurnationalspielern Walter Kitter, Günter Maaß und Torjäger Georg Beichle in 45 Ligaeinsätzen mit 27 Toren Erfahrung sammeln. 1969 feierte er mit Nordbaden unter der Regie von Trainer Herbert Widmayer den Sieg im Länderpokal der Amateure. Die Auswahl des Landesverbandes Nordbaden gewann in Hamburg mit 2:1 gegen die dortige Auswahl. Schneiders Leistung und Widmayers Empfehlung ebneten den Weg in die Amateur-Nationalmannschaft des DFB, in die er von Trainer Udo Lattek zum Länderspiel am 21. September 1969 in Vinkovci erstmals berufen wurde. Beim Vorrundenspiel der Amateur-Europameisterschaft (UEFA Amateur Cup 1969/70) gab es eine 1:2-Niederlage gegen Jugoslawien. Am 22. November 1969 gelang dem VfR-Spieler vor 15.000 Zuschauern im Hagener Ischelandstadion in seinem dritten Amateur-Länderspiel im Rückspiel gegen Jugoslawien der 2:2-Ausgleichstreffer zum Endstand. Udo Lattek äußerte sich nach dem Spiel mit folgenden Worten zur „Olympia-Elf“: „Der Stamm der Auswahl wird sich bis München 1972 nicht mehr wesentlich ändern. Jeder hat mir versprochen, bis 1972 Amateur zu bleiben.“
Die Aufstellung der Amateur-Nationalmannschaft beim Vorrundenspiel der Amateur-Europameisterschaft in Hagen:
Schauber; Ahmann, Bleidick; Mietz, Zorc, Kalb; Schneider, Hoeneß, Zobel, Nickel, Bergfelder.
Im Sommer 1970 kehrte Schneider der „Goldstadt“ an der Enz nach fünf Einsätzen für die Amateure den Rücken und wurde zusammen mit den weiteren Neuzugängen Paul Breitner, Erich Maas, Johnny Hansen, Uli Hoeneß und Rainer Zobel Bundesligaspieler des FC Bayern München.

### FC Bayern München
In seiner ersten Bundesliga-Saison 1970/71 setzte ihn Trainer Udo Lattek in 20 Spielen ein. Seinen Einstand gab Schneider am 23. September 1970 (7. Spieltag) – in der 86. Minute für Gerd Müller eingewechselt – beim 5:1-Auswärts-Erfolg über den Hamburger SV, die erste Nominierung für die Startelf erlebte er am 10. Oktober (11. Spieltag) im Heimspiel gegen Kickers Offenbach. Im „Star-Ensemble“ der Bayern um Franz Beckenbauer und Gerd Müller gehörte er zu den „Ergänzungsspielern“. Da er einen Vertrag als Olympiaamateur an der Isar unterschrieben hatte, spielte er auch weiterhin in der Amateur-Nationalmannschaft. Auf der dreiwöchigen Afrikareise 1970/71 trug das Team von Trainer Jupp Derwall vom 27. Dezember 1970 (in Lagos gegen Nigeria) bis zum 16. Januar 1971 (in Dakar gegen den Senegal) sieben Länderspiele aus. „Hammer-Ede“, wie er ob seines fulminanten Schusses oft genannt wurde, kam dabei in fünf Spielen zum Einsatz. Aber auch in den Spielen um den Messe-Pokal dieser Runde wirkte er gegen Coventry City (beim 6:1-Heimsieg am 20. Oktober 1970 gelangen Edgar Schneider seine beiden ersten Treffer im Europapokal), Sparta Rotterdam und dem FC Liverpool mit. Im Messe-Pokal erzielte er vier Tore für die Bayern, dabei das 1:1 im Viertelfinal-Heimspiel gegen Liverpool. Am 19. Juni 1971 entschied er im Finale des DFB-Pokals in der Verlängerung mit einem Distanzschuss in der 118. Minute das Spiel gegen den 1. FC Köln. Am Gewinn der Meisterschaft im Olympiajahr 1972 hatte er mit 23 Einsätzen in der Bundesliga seinen Anteil. In der ersten Saison im Olympiastadion erzielten die Bayern mit 55:13 Punkten und 101 geschossenen Toren Rekorde der Bundesliga-Geschichte. Außerdem kam er im Europapokal der Pokalsieger, bei dem die Bayern im Halbfinale gegen Glasgow Rangers ausschieden, im Vereinspokal sowie bei Freundschafts- und Vorbereitungsspielen des FC Bayern und sechsmal in der Amateur-Nationalmannschaft zum Einsatz. Entgegen der brieflichen Mitteilung des DFB-Vizepräsidenten Hermann Neuberger vom 21. Juni 1972, in der Edgar Schneider dem „direkten Aufgebot“ von 19 Spielern angehörte, wurde er nach dem letzten Länderspiel der Amateure vor dem olympischen Turnier, das am 30. Juli in Lübeck gegen Finnland stattfand und mit 1:2 Toren verloren wurde, überraschend aus dem Kader gestrichen. Stattdessen nominierte der Trainer Jupp Derwall den Vertragsamateur Ottmar Hitzfeld vom FC Basel. Dadurch kam Schneider in letzter Minute um die Olympiateilnahme, obwohl er seit seiner schriftlichen Erklärung vom 9. Dezember 1969 gegenüber dem DFB sportlich und emotional auf dieses Ziel hingearbeitet und auch finanzielle Abstriche dafür in Kauf genommen hatte. Dieses Spiel in Lübeck, sein 22. in der Amateur-Nationalmannschaft, war sein letzter Einsatz. In der Saison 1972/73 kam er auf 16 Bundesliga-Einsätze mit drei Torerfolgen. Im Europapokal der Landesmeister 1972/73 spielte er gegen Galatasaray Istanbul, Omonia Nikosia und Ajax Amsterdam. Nachdem sich die Aussichten auf mehr Einsatzzeit in der folgenden Vorrunde nicht gebessert hatten, erhielt er nach dem prestigeträchtigen Spiel gegen Dynamo Dresden am 7. November 1973 (das unter seiner Mitwirkung 3:3 endete und den Bayern durch den 4:3-Sieg im Hinspiel zum Weiterkommen im Europapokal der Landesmeister genügte), die Freigabe für seinen Wechsel zum FC Augsburg.

### FC Augsburg
Am 18. November 1973, beim 2:2-Unentschieden beim KSV Hessen Kassel, lief Schneider an der Seite von Altnationalspieler Helmut Haller zu seinem ersten Spiel für die Augsburger in der Regionalliga Süd auf. Persönlich entwickelte er sich im Frühjahr 1974 zum Pechvogel: Ab dem 15. Februar laborierte er an verschiedenen Krankheitserscheinungen – verschobenes Becken mit erweiterter Gelenkspalte, dadurch bedingt eine starke Entzündung im hinteren Kreuzbeingelenk sowie Arthrose im Sprunggelenk – und konnte nicht mehr aktiv mitwirken. Trotzdem konnte der Verein aus der Fugger-Stadt am Saisonende die Meisterschaft feiern, aber nicht den Aufstieg in die Bundesliga, denn Tennis Borussia Berlin setzte sich überraschend in der Aufstiegsrunde durch. Die krankheitsbedingte Pause des Ex-Pforzheimers dauerte 10 Monate an, so dass er in der Saison 1974/75 nur in 10 Spielen für das Team von Trainer Milovan Beljin auflaufen konnte. In der Saison 1975/76 erlebte er das Trainer-Intermezzo des ehemaligen Leichtathleten und Ex-Trainers des SC Fortuna Köln, Volker Kottmann – in dieser Spielzeit konnte er endlich wieder mit 33 Einsätzen in der Stammelf agieren. Auch die Motivationskünste von Trainer Max Merkel lernte er in der Saison 1976/77 kennen und schätzen. In vier Spielzeiten erzielte Schneider 12 Tore bei seinen 90 Zweitliga-Spielen für die Augsburger.

## Ausklang
Nach der Saison 1977/78 stand der fast 30-Jährige vor der Wahl, beim Zweitligisten FCA zu verlängern oder aber das Angebot seines Heimatvereines VfR Pforzheim in der 1. Amateurliga Nordbaden anzunehmen. Aus familiären Gründen kehrte er nach Pforzheim zurück, wo er noch bis 1986 für den VfR spielte. Mit der Begegnung am 13. Mai 1986 gegen den FC Bayern München verabschiedete er sich mit knapp 37 Jahren im heimischen VfR-Stadion Holzhof endgültig als aktiver Spieler. Bayern-Manager Uli Hoeneß – der frühere Mannschaftskamerad – überreichte „Hammer-Eddie“ die Erinnerungsgeschenke des FC Bayern. Bereits ein halbes Jahr später wurde er Trainer des Vereins, was er beinahe vier Jahre lang blieb. Als das Traineramt neben seiner Berufstätigkeit beim Amt für Jugend und Familie der Stadt Pforzheim einen immer höheren Zeitaufwand erforderte und auch die Familie (mit sechs Kindern) in Neuenbürg ihr Recht forderte, kehrte Schneider dem Fußball endgültig den Rücken.